# Arqueoastronomia
L'arqueoastronomia és una disciplina científica que estudia les proves arqueològiques i històriques de les diverses cultures humanes a la recerca de la reconstrucció de les antigues astronomies i els seus diversos aspectes culturals. Aquesta ciència empra tant eines metodològiques i d'anàlisi de l'astronomia com de l'arqueologia. El terme prové de la combinació de la forma prefixada del mot grec archaîos, que significa 'antic','primitiu' i de la forma prefixada del mot grec ástron, que significa 'astre'.

## Àmbit de l'arqueoastronomia
La funció concreta de l'arqueoastronomia és estudiar els indicis culturals, sobretot arqueològics i històrics, de les diverses societats de l'antiguitat. L'objectiu n'és recompondre les seves astronomies junt amb els seus aspectes culturals a partir del descobriment, estudi i comprensió de les construccions arquitectòniques que encara avui perviuen. Tots aquests estudis i treballs de recerca, però, serveixen, en la pràctica, perquè aquesta ciència aconsegueixi establir i conèixer les orientacions i fenòmens astronòmics en les quals aquestes estructures arquitectòniques es basaven molt sovint. Tot i que actualment es fan servir aparells i mètodes de gran precisió, molts científics han arribat a la conclusió que en l'antiguitat obtenien resultats molt semblants mirant únicament les estrelles i utilitzant una matemàtica encara desconeguda tot i l'estudi exhaustiu.
Al mateix temps, l'arqueoastronomia també estudia les cosmogonies i cosmologies, els calendaris, els símbols cosmològics i tot indici d'activitat cultural que tingui relació amb l'astronomia, és a dir, tots aquells elements que ajudin a comprendre millor aquesta correspondència. Tots aquests indicis s'evidencien en tot tipus d'objectes arqueològics: documents històrics, construccions arquitectòniques o també restes arqueològiques, que són, en tot cas, les fonts d'aquesta ciència. Es tracta d'una ciència en la qual convergeixen nombroses disciplines científiques com l'arqueologia, l'arquitectura, l'astronomia, la geografia, l'antropologia, etc.
Fa poc més d'un segle que es fan estudis arqueoastronòmics. Tot i això, aquesta ciència no fou reconeguda com a tal fins ben bé l'any 1930, gràcies als estudis d'Alexander Thom, que va separar el misticisme de l'anàlisi estrictament científica. Alexander Thom era professor de la Universitat d'Oxford i amb el seu treball anomenat Megalithic sites in Britain (1967) assentà les bases metodològiques de l'arqueoastronomia sobre les quals es basaria tot l'estudi arquestronòmic durant les darreres dècades del segle xx. Aquest enginyer va inspeccionar centenars de llocs megalítics a Gran Bretanya; va treballar sobretot en cercles de pedra, i també cursà estudis arqueoastronòmics en construccions megalítiques de menhirs alineats.
El problema principal que hi va haver en nàixer d'aquesta disciplina científica era que els estudis no es realitzaven sota un model arqueològic i astronòmic comú. Però a poc a poc aquest problema es va anar solucionant.
El britànic Norman Lockyer (1836-1920), descobridor de l'heli, juntament amb Pierre Jenssen, fundadors de la revista científica Nature, es consideren els pares de l'arqueoastronomia.

## L'arqueoastronomia arreu del món

### Egipte

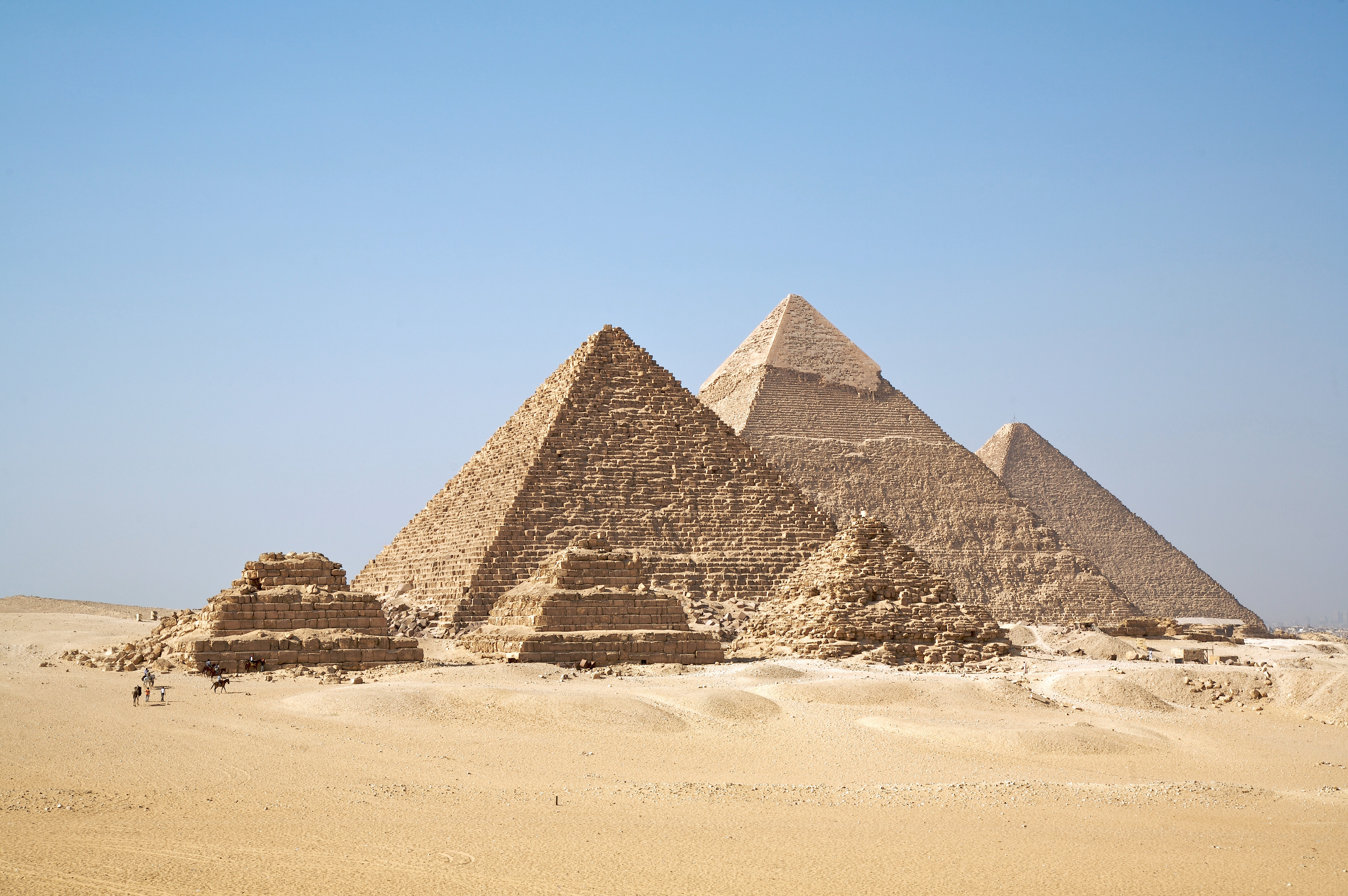
Piràmides de Guiza

Per posar un exemple il·lustratiu del que significa aquest tipus de ciència, podem esmentar la hipòtesi de Guillermo Núñez Sordo, que troba un clar paral·lelisme entre la forma de la constel·lació d'Orió i la de les piràmides egípcies de Guiza, en tots dos casos piramidal. Però n'hi ha moltes més, com l'estranya coincidència entre l'avinguda dels Morts de Teotihuacan amb la direcció de la Via Làctia o el curs del riu Nil.
L'arqueoastronomia egípcia va ser estudiada en profunditat per l'enginyer i escriptor Robert Bauval, que, un dia, veient una foto presa des de l'aire del conjunt de piràmides de Guiza, s'adonà que la més petita, la dedicada al faraó Micerí, no estava alineada amb les seves correlatives, sinó que, pel contrari, es desplaçava. Més tard, passejant una nit es va fixar en el cel, i en aquell moment va reparar com les estrelles que formen la constel·lació d'Orió també es relacionaven de la mateixa manera que les piràmides.

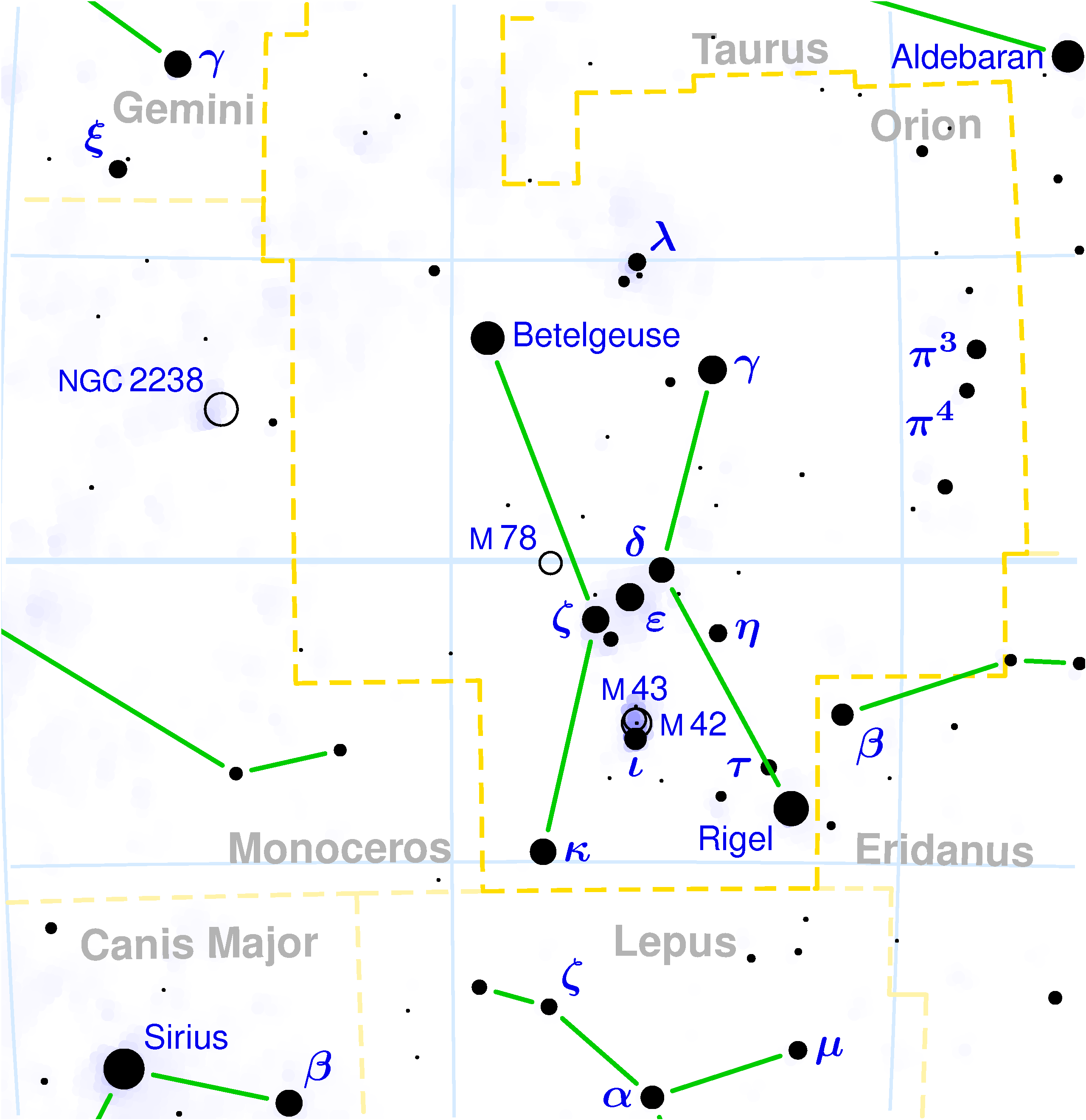
Mapa de la constel·lació d'Orió

Hi ha qui afirma que aquesta teoria proposada va més enllà de ser una simple coincidència astroarqueològica. Però, en l'actualitat, aquesta relació geomètrica no és del tot exacta: els tres estels d'Orió formen un angle que difereix d'uns graus de l'angle que formen les piràmides. Però, si es calculen els canvis del cinturó d'Orió en els últims segles, es pot comprovar que va haver-hi un moment en què aquests estels van estar alineats exactament igual en relació amb la Via Làctia de la mateixa manera que les piràmides ho estan amb el riu Nil: aproximadament cap al 10500 aC. Robert Bauval realitzà aquests càlculs, que mostra en El misteri d'Orió, i especula amb la possibilitat que va ser en aquesta època en què es va concebre el projecte mestre de les piràmides de Guiza. Fins i tot va més enllà, plantejant que, no sols aquestes últimes estan dins de la correlació d'Orió, sinó que també la resta de piràmides tenen la seva imatge al cel: Dashur, Abusir i Abu Rawash.
Robert Bauval afirma en el seu estudi que va ser fa 12 mil·lennis quan es construí la misteriosa esfinx de Guiza basant-se en la direcció del punt vernal de la Terra, el qual apuntava directament cap a la constel·lació del Lleó i mil·lennis abans a la de Verge (representada amb la figura d'una dona); tot això es relaciona amb la forma de l'esfinx: meitat lleó, meitat dona. Altres estudis sostenen que l'esfinx es construí al segle XXV aC i que representava la cara del mateix faraó [Khefren], que va regnar en aquella època.

### Illes Britàniques

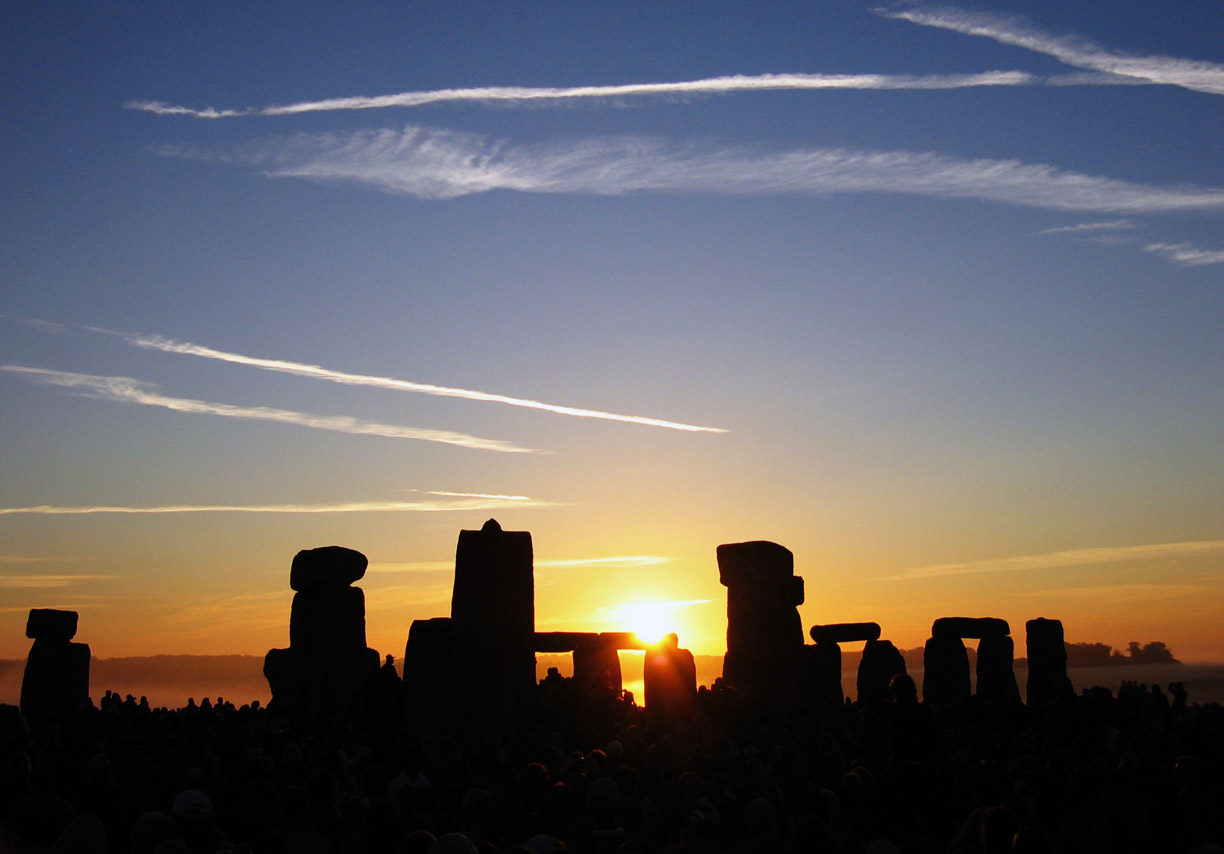
Solstici d'estiu a Stonehenge

Un altre estudiós del tema és G. S. Hawkins, que es va especialitzar en el monument megalític Stonehenge, un dels llocs prehistòrics més famosos del món.
Stonehenge és un monument que consta d'un doble cercle de pedres. Diem que és un monument de culte al sol, ja que per la seva orientació i configuració, l'eix de la gran avinguda està orientat cap a on neix el sol el dia del solstici d'estiu (21 de juny) de cada any. Molt s'ha dit sobre aquesta joia mil·lenària, i fins i tot que podria ser usada per a la predicció d'eclipsis, fet que no és del tot plausible, ja que probablement la gent que construí el monument no disposava d'uns coneixements astronòmics tan avançats. Veiem així que per l'arqueoastronomia podem també col·legir el grau de coneixements astronòmics que els constructors tenien, i veiem que si bé s'han fet moltes hipòtesis sobreconsiderant-los, no eren del tot mancats de precisió.
És un monument que conjumina el culte al sol amb el culte a la lluna. De fet, el cercle exterior consta de 30 pedres, una de les quals és més petita, fet que simbolitzaria els mesos segons el calendari lunar (de 29 dies i mig). A més a més, si bé no hi ha proves que fos un observatori, en la seva primera fase és possible que un dels accessos fos situat cap a la primera lluna plena d'hivern (la més septentrional), cosa que també seria un fet significatiu. Aquest és un exemple, com n'hi ha molts, sobre quins temes tracta l'arqueoastronomia i amb relació a què. Veiem que els monuments antics adquireixen significacions segons la seva orientació, i amb això podem també deduir quin és el grau de coneixement astronòmic de les cultures ancestrals.

### Mèxic
A Mèxic, l'existència de més de 2.500 zones arqueològiques estudiades i altres encara sense excavar han convertit el territori mesoamericà en el paradís dels arqueoastrònoms, ja que dels senzills alineaments megalítics europeus a les complexes estructures ameríndies hi ha una enorme diferència, i sobretot quan això s'ha convertit en objecte d'estudi d'una nova disciplina científica que requereix realitzar múltiples mesuraments i verificació científica, de les observacions efectuades pels constructors amerindis.
Actualment els fenòmens que més han cridat l'atenció del gran públic són les anomenades hierofanies, que consisteixen en la il·luminació directa dels símbols sagrats esculpits a les piràmides, sobretot en les dates específiques determinades pel calendari amerindi que connectava els éssers humans amb les manifestacions divines regnants del cosmos.

### Península Ibèrica
A la península Ibèrica, hi ha molt poca tradició arqueoastronòmica. S'hi poden distingir dues etapes fonamentals: "Primera etapa o etapa inicial" i "Segona etapa o etapa d'enlairament". La primera etapa es donà cap als anys 80 amb Hoskin, el qual estava interessat sobretot en els monuments megalítics. La Universitat de Salamanca també s'interessà per aquest àmbit treballant, sobretot, jaciments de l'estat espanyol i Portugal. En aquella època foren dos professors, Almagro Gorbea i Gran-Aymerich, els que dirigiren el primer projecte arqueològic amb un gran treball arqueoastronòmic a Bibracte (Borgonya). La segona etapa no és gaire diferent a l'anterior, però cap a l'any 2000 va ser quan es va començar a implantar aquest tipus d'estudi en programes de doctorat universitari; s'intensificaren els treballs en diferents jaciments (es van ampliar els estudis, s'estudien millor les zones...), etc.

### Menorca

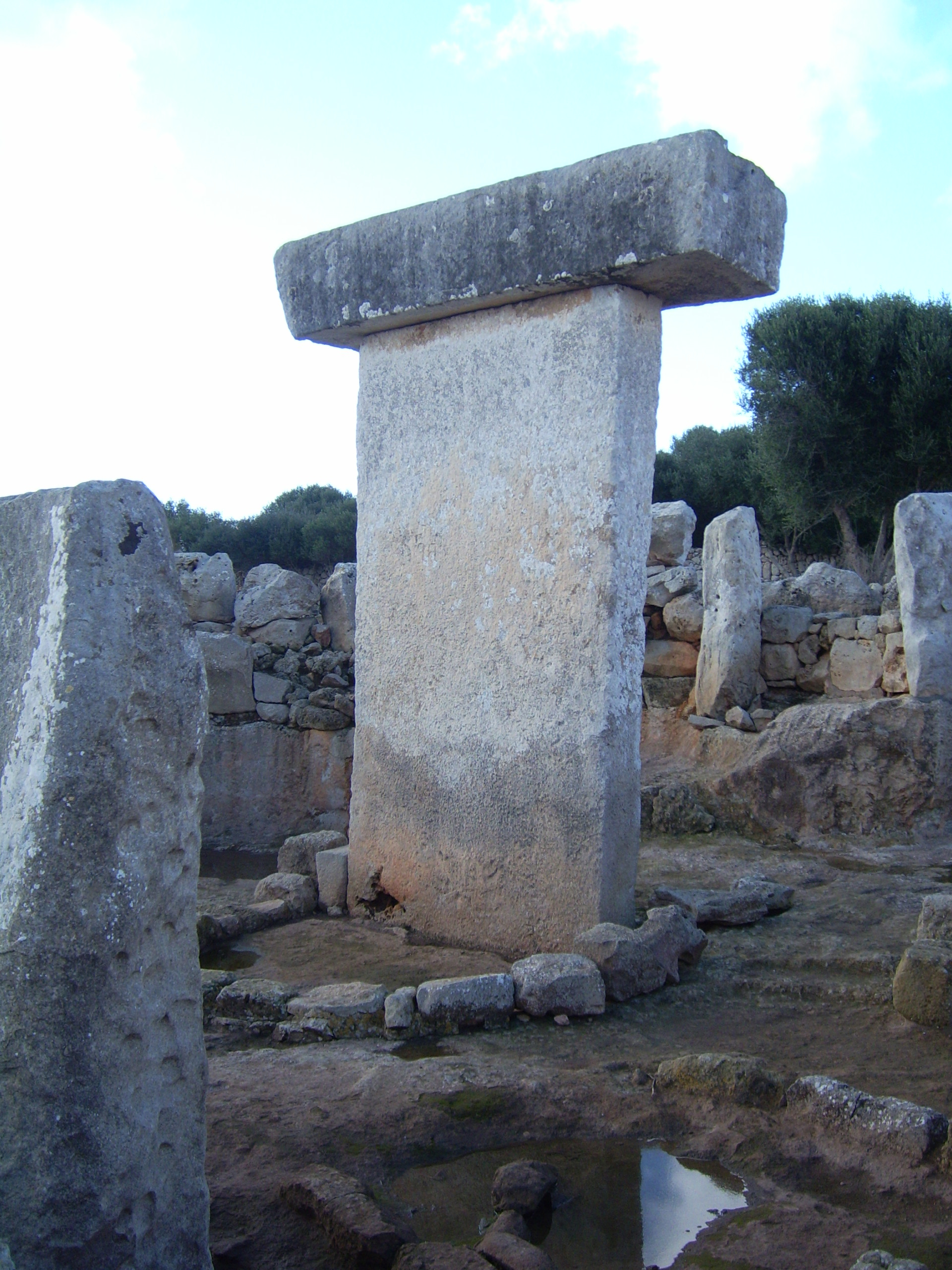
Taula de Torralba d'en Salort, Menorca

A Menorca, els estudis arqueoastronòmics s'han centrat sobretot en els recintes de taula. Aquestes estructures són un tipus de construcció religiosa de la cultura talaiòtica típica i exclusiva de l'illa de Menorca, que va estar en ús durant el talaiòtic final.
Segons Waldemar Fenn, que es va ocupar del tema durant els anys quaranta, la planta dels recintes de taula seria una representació de certs fenòmens astronòmics observats pels menorquins prehistòrics. Així, l'absis arrodonit, i generalment orientat cap al nord, representaria la rotació de l'espai celeste al voltant de l'estrella polar. La façana còncava, que mira generalment cap al sud, representaria l'arc que descriu el sol en el seu recorregut diari. Fenn anomena els recintes de taula “temples núrics”, seguint la terminologia que utilitzava Margaret Murray per a referir-se a allò que avui coneixem com a cultura talaiòtica.
Així mateix, Fenn considerava que s'havia de descartar que les taules constitueixin el pilar central per suportar la coberta dels recintes de taula, com havia proposat Émile Cartailhac i que han de tenir una altra funció, bàsicament simbòlica. Així, Fenn considera que la llosa superior de la taula, disposada horitzontalment, representaria la pròpia illa de Menorca. Segons ell, l'illa sembla sorgir abruptament de les profunditats marines, fet que estaria representat per la pedra vertical que suporta la llosa horitzontal.
D'altra banda, la disposició de certs elements dins dels recintes de taula, que segons Fenn no encaixa amb els moviments del sol, el porta a considerar que a l'època de construcció de les taules hauria existit a Menorca un culte lunar. Tot i que els recintes de taula han estat objecte d'altres interpretacions arqueoastronòmiques al llarg del segle xx, les hipòtesis concretes de Fenn no semblen haver tingut continuïtat.
Durant la darrera dècada del segle xx, Peter Hochsieder i Doris Knösel van publicar un treball que posava de nou sobre la taula la interpretació arqueoastronòmica dels recintes de taula. Aquests autors detecten algunes orientacions cap a determinats estels d'alguns dels elements dels recintes de taula, que els porten a plantejar un possible culte astral i una funció dels recintes de taula com a calendari. Hi ha indicis de la importància de l'agricultura de cereals en la cultura talaiòtica, ja des d'inicis del I mil·lenni aC, de forma que seria lògica la necessitat de conèixer amb exactitud el moment dels canvis d'estació. Els solsticis es podrien conèixer amb uns deu dies de marge d'error, marge suficient per a aquests objectius. La taula de Binisafullet, però, segons Hochsieder i Knösel, només reflecteix els alineaments de sortida i posta de sol en l'equinocci, i en canvi mostra alineaments amb efemèrides lunars, potser amb la idea de tenir un calendari lunar, més exacte que el solar. Les alineacions d'elements als recintes de taula també podrien servir per a fixar efemèrides corresponents a festes o ritus.
Un altre aspecte a tenir en compte és que l'ombra de la taula vers els capitells dels murs sembla que podia tenir una gran importància, fos purament estètica o amb algun altre ús. A més, l'orientació pretendria jugar amb les ombres per alinear-les a certes efemèrides del calendari, que potser estarien relacionades amb rituals, cultes, o bé amb funcions eminentment pràctiques.
La interpretació arqueoastronòmica de Hochsieder i Knösel ha estat criticada de manera contundent per José Lull.
També durant els anys noranta, Michael Hoskin planteja una hipòtesi arqueoastronòmica sobre els recintes de taula. Segons aquest autor, aquests edificis estarien orientats en funció de la constel·lació de Centaure.

## Escoles
Hi ha dues escoles conegudes d'arqueoastronomia: l'orientacionista i la global.
Arqueoastronomia orientacionista: la inicià Alexander Thom, aproximadament el 1960, i fou defensada per seguidors com Michael Hoskin. Té com a objectiu l'estudi de les orientacions de les construccions sagrades arcaiques i la seva coincidència amb les alineacions dels astres en determinats dies de l'any.
Arqueoastronomia global: s'ocupa de l'estudi de les obres d'art prehistòriques, de l'estudi dels noms de les constel·lacions i dels mites i rituals de diversos pobles de l'antiguitat i de les seves coincidències. A això s'afegeix l'observació precisa i sistemàtica dels moviments cíclics dels astres al llarg de l'any. Han elaborat una hipòtesi en la qual defensen que gran part dels motius de les obres arcaiques tenen un significat astronòmic que reflecteixen constel·lacions d'una manera metafòrica (formal i funcional).

## Metodologia d'estudi de l'arqueoastronomia
El primer pas n'és escollir un lloc, cultura, conjunt de restes o una evidència arqueològica per al seu estudi. Després d'això s'ha de realitzar una revisió de tots els treballs, tant antropològics com històrics, relacionats, així com dels mapes i plànols del lloc (així ens podem fer una idea del lloc i els seus possibles usos per a fer observacions astronòmiques.
El segon pas seria el treball de camp, que consistiria a trobar proves d'estructures o vestigis utilitzats per a l'observació astronòmica. Normalment es fan observacions d'astres en moments d'interès i a més també es prenen mesures de les orientacions i alineaments en les estructures. És molt important poder establir el nord vertader del lloc per poder tenir una referència correcta quan mesurem les orientacions astronòmiques.
Amb tot això el que haurem fet és una recopilació de dades, mesures i observacions en forma de registres fotogràfics i topogràfics, plànols i esquemes que ens serviran per a realitzar una anàlisi i una síntesi de les dades recollides. Llavors es procedeix a comparar-ho amb les hipòtesis plantejades i contrastar-ho amb les proves culturals.